# Gallier de Saint-Gérand
Pour les articles homonymes, voir Saint-Gérand (homonymie).
Joseph-François Gallier, dit Saint-Gérand, est un acteur et directeur de théâtre français connu sous le nom de scène de Gallier de Saint-Gérand. Il serait né vers 1738 à Paris, où il meurt le 3 juin 1825 à l'âge de 85 ans.

## Biographie
On le rencontre à Amiens en 1766, venant de Caen, où il est alors régisseur de la troupe de Mlle Montansier, puis à Orléans et Paris en 1770.
De 1772 à 1788, sa troupe se produit principalement en Suisse, à Berne, Genève, Lausanne, Bâle et Fribourg. Durant ces années, on le croise aussi à Dijon, Mâcon, Colmar et Grenoble.
En 1788 il est à Bourg-en-Bresse, où est baptisé son fils Antoine-Bonaventure.
Il disparaît durant la Révolution et on le retrouve à Genève en 1799, à Berne l'année suivante, puis on perd sa trace.